# 帯状溝
帯状溝（たいじょうこう、英: Cingulate sulcus）は、大脳皮質の内側壁にある脳溝の1つである。
帯状溝は帯状皮質と他の脳の領域を分けている。帯状溝の下側は帯状回、上側が前方から上前頭回、中心傍小葉となっている。

## 画像

左大脳半球の帯状溝。